# Dave Rennie
Dave Rennie (ur. 25 listopada 1963 w Upper Hutt) – nowozelandzki rugbysta, następnie trener. Dwukrotny zwycięzca Super Rugby z Chiefs i trzykrotny triumfator mistrzostw świata juniorów z Baby Blacks.

## Zawodnik
W trakcie kariery sportowej związany był z Upper Hutt Rugby Club, z którym w 1990 roku zdobył Swindale Shield – trofeum w lokalnych rozgrywkach Wellington Rugby Football Union. Dla występującego w National Provincial Championship regionalnego zespołu Wellington w latach 1986–1991 rozegrał pięćdziesiąt dziewięć spotkań, występując na pozycji środkowego ataku.
W 1990 roku zagrał w reprezentacji Wysp Cooka przeciw regionalnej drużynie australijskiej, a rok później zakończył karierę zawodniczą.

## Trener
Przez sześć lat pracował jako nauczyciel w Fergusson Intermediate Trentham. Trenował wówczas zespoły z różnych dyscyplin, prócz rugby także piłkę nożną czy softball. W 1994 roku zakończył pracę w szkole, zakupił i prowadził bar, nie stracił jednak kontaktu z pracą trenerską prowadząc zespoły juniorskie. Cztery lata po zakończeniu kariery sportowej został trenerem seniorskiego zespołu Upper Hutt Rugby Club, równocześnie prowadził także drużyny juniorskie i dziecięce tego klubu oraz zespół rezerw Wellington. W 1999 roku został asystentem trenera pierwszej drużyny Wellington, Grahama Mourie, a po jego odejściu do Hurricanes został pierwszym trenerem tego zespołu. W tym charakterze pracował trzy lata, już w pierwszym z nich notując triumf – pierwszy od czternastu lat – w National Provincial Championship. W kolejnych sezonach stołeczny zespół zajął odpowiednio miejsce szóste i piąte, Rennie został zatem zastąpiony na stanowisku przez Johna Plumtree. W 2002 roku dodatkowo ponownie był asystentem Grahama Mourie, tym razem w Hurricanes, a po ich zwolnieniu powrócił do szkolenia juniorów w Upper Hutt. Związał się wówczas także z International Rugby Academy of New Zealand.
Pięć tygodni przed rozpoczęciem rozgrywek Air New Zealand Cup 2006 otrzymał propozycję objęcia nowopromowanego zespołu Manawatu. Obejmowała ona jedynie ten sezon, jednak jeszcze w jego trakcie umowę przedłużono do końca 2008 roku. Rennie podpisał następnie kontrakty na kolejne dwa dwuletnie okresy. Z powodu innych zobowiązań zespołu nie prowadził do końca 2012 roku, lecz do listopada 2011 roku, a w ostatnim meczu pod jego komendą zawodnicy Manawatu w finale Championship ITM Cup 2011 ulegli Hawke’s Bay tym samym nie awansując do najwyższej klasy rozgrywkowej.
Równolegle do pracy w Palmerston North został przez NZRU mianowany selekcjonerem powstałej w 2008 roku nowozelandzkiej kadry U-20. Za jego kadencji była ona niepokonana triumfując we wszystkich trzech rozegranych wówczas edycjach mistrzostw świata juniorów – w latach 2008, 2009 i 2010.
W kwietniu 2011 roku ogłoszono, że zostanie nowym trenerem Chiefs na sezony 2012–2013, a rolę tę objął już we wrześniu tego roku. W debiutanckim sezonie poprowadził zespół do zwycięstwa w rozgrywkach Super Rugby, sukces ten powtarzając rok później. Kontrakt był następnie przedłużany o kolejne dwuletnie okresy.
W roku 2009 otrzymał nagrodę dla najlepszego nowozelandzkiego trenera rugby, nominowany był do niej jeszcze kilkukrotnie. Otrzymał także wyróżnienie dla najlepszego trenera regionu Waikato za rok 2012.

## Varia
- Żonaty ze Stephanie, trzech synów[31][3].